# 蔣芝
蔣芝（1497年—？），字世和，號對溪，四川成都前衛官籍，陝西咸寧縣人，明朝政治人物。

## 生平
四川鄉試第三十一名舉人。嘉靖八年（1529年）中式己丑科會試第一百八十名，登第二甲第六十八名進士。授江西宁州知州，创建樱桃书院，内有习礼、听乐、句读，书算四堂，号房十二间，庖湢俱备。升武昌府同知，擢雲南按察司佥事、湖廣布政司參議，致仕，卒。

## 家族
曾祖蔣文敬，曾任千戶；祖父蔣鑑，贈奉直大夫；父蔣弼，曾任知府。前母俞氏（贈宜人）；母白氏（封宜人）。永感下。兄蔣琬（千户）、蔣英（通判）、蔣葵。弟蔣芹（貢士）、蔣芷、蔣芊。